# سفيد إبراهيم (غوغر)
سفید إبراهیم (بالفارسية: سفیدابراهیم) هي قرية تقع في إيران في قسم غوغر الريفي. يقدر عدد سكانها بـ 180 نسمة بحسب إحصاء 2016.